# Saxifraga bryoides
Saxifraga bryoides är en stenbräckeväxtart som beskrevs av Carl von Linné. Saxifraga bryoides ingår i Bräckesläktet som ingår i familjen stenbräckeväxter. Inga underarter finns listade i Catalogue of Life.

## Bildgalleri

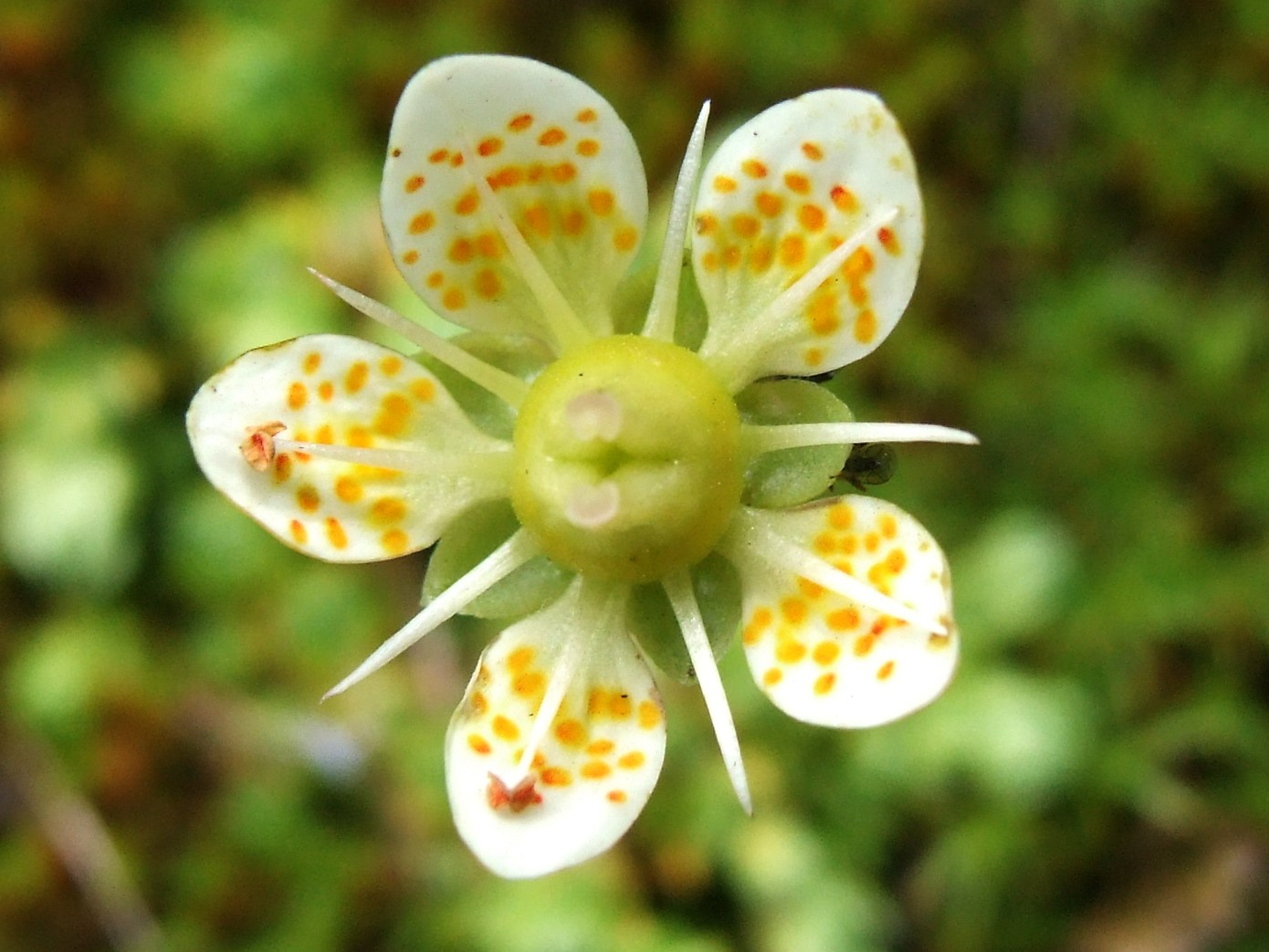
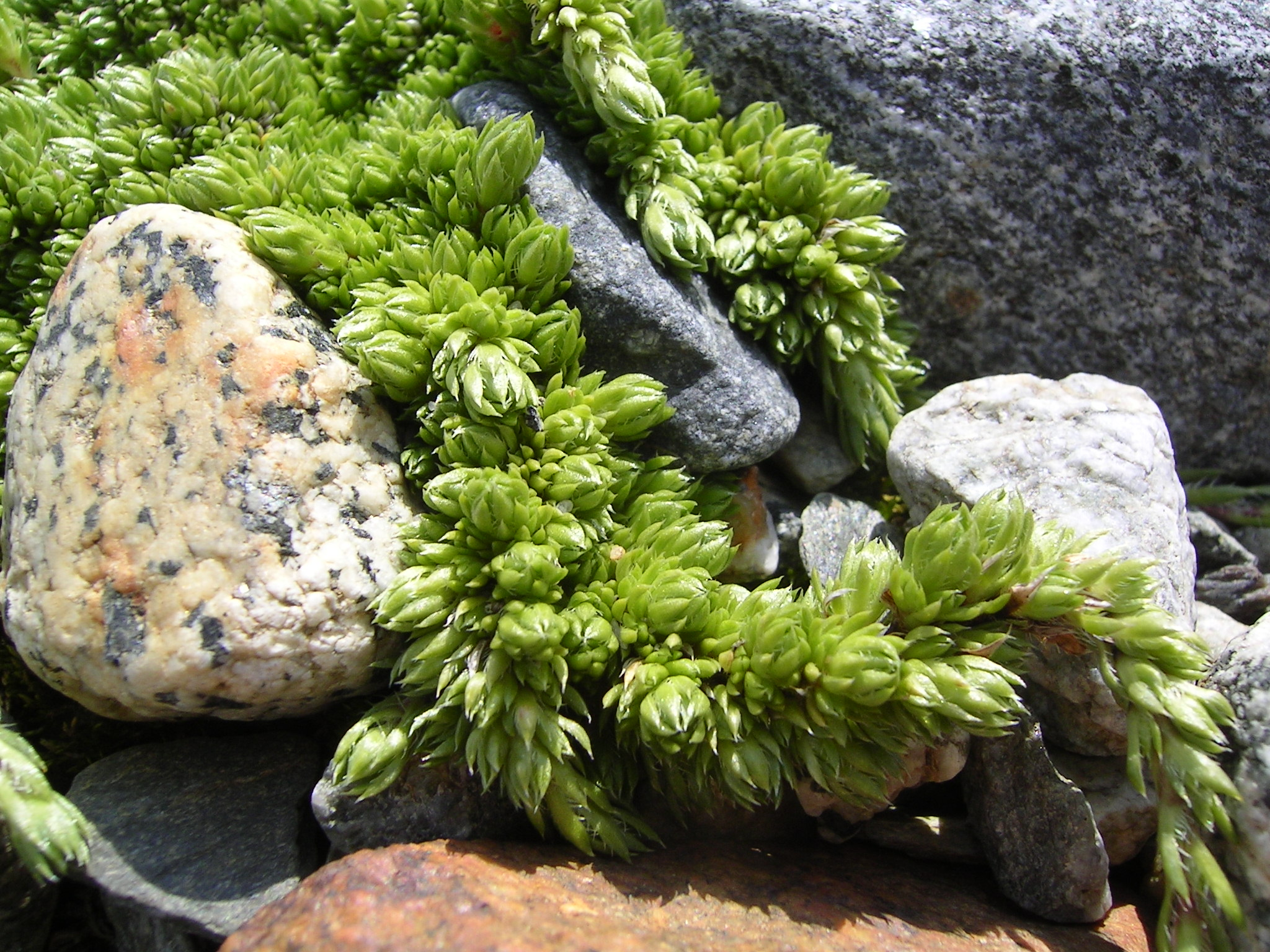
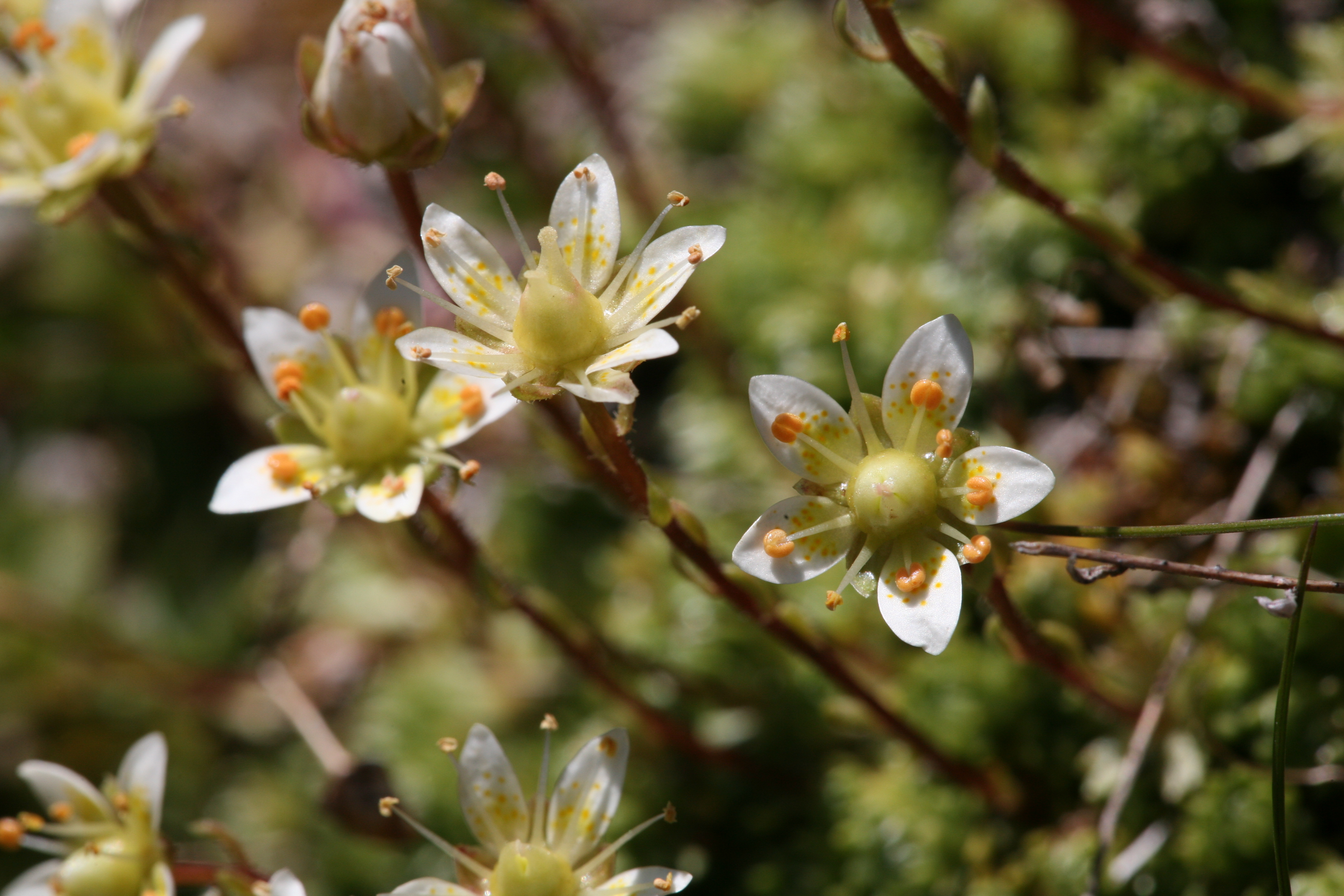
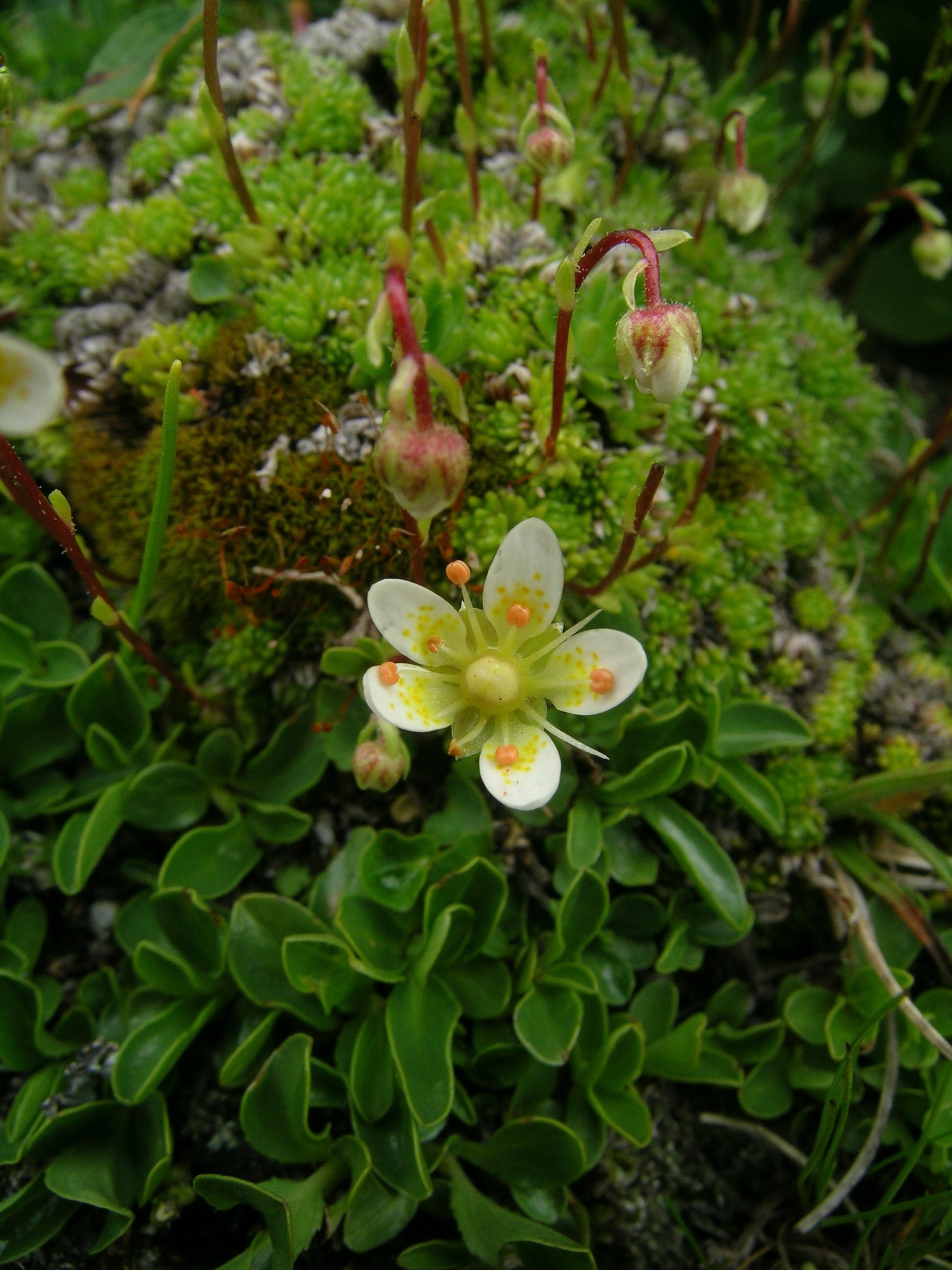
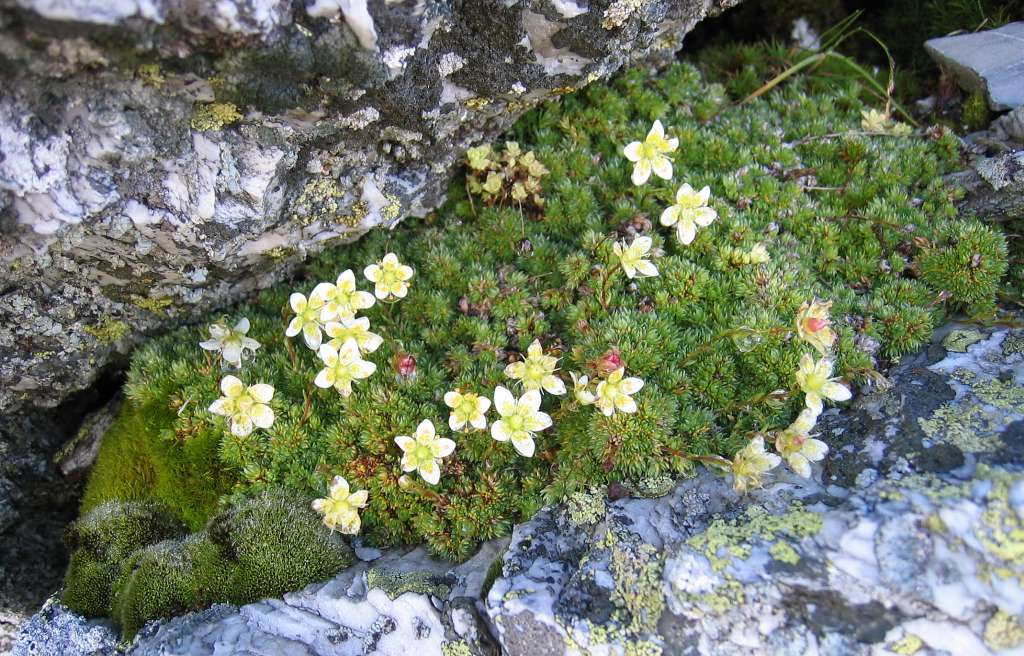
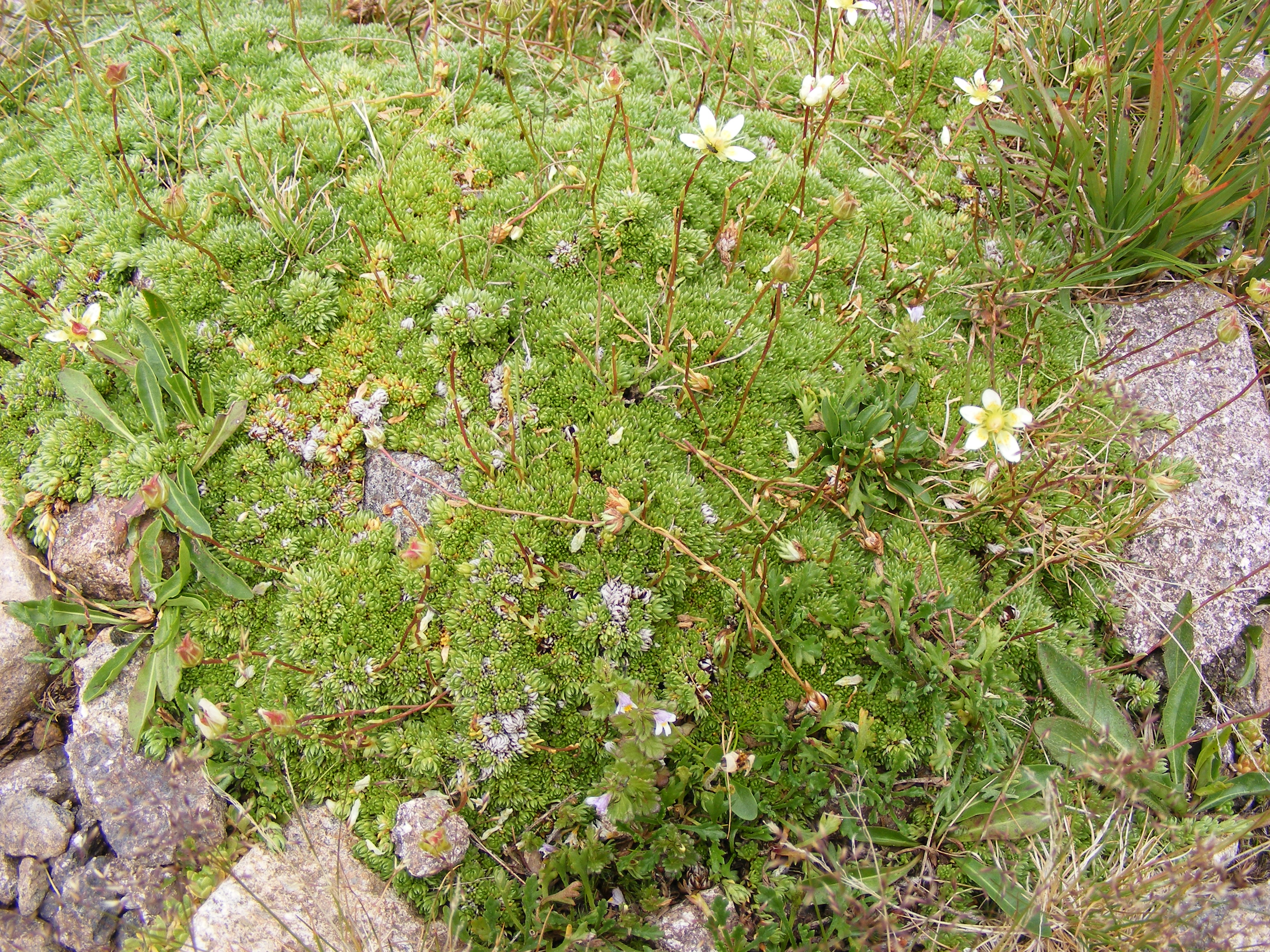